# 古实 (圣经人物)
古实是《圣经》中的人物。根据《圣经》记载，古实是含的长子，诺亚的孙子，麦西、弗、迦南的哥哥，西巴、哈腓拉、撒弗他、拉玛、撒弗提迦的父亲。